# Kamalnagar
Kamalnagar è un sottodistretto (upazila) del Bangladesh situato nel distretto di Lakshmipur, divisione di Chittagong. Si estende su una superficie di 144,28 km² e conta una popolazione di 222.915  abitanti (censimento 2011).